# Norwegian International 1980
Die Norwegian International 1980 im Badminton fanden vom 14. bis zum 15. November 1980 in Sandefjord statt.

## Finalresultate
| Disziplin    | Sieger                                   | Finalist                               | Ergebnis           |
| ------------ | ---------------------------------------- | -------------------------------------- | ------------------ |
| Herreneinzel | Thomas Kihlström                         | Kenneth Larsen                         | 15:0, 15:11        |
| Dameneinzel  | Else Thoresen                            | Annette Bernth                         | 11:9, 11:9         |
| Herrendoppel | Thomas Kihlström Lars Wengberg           | Peter Holm Hans Olaf Birkholm          | 15:7, 15:11        |
| Damendoppel  | Inge Christensen Susanne Mølgaard Hansen | Anne Marie Sørensen Charlotte Hattens  | 13:15, 15:10, 15:2 |
| Mixed        | Kenneth Larsen Dorte Kjær                | Niels Nørgaard Susanne Mølgaard Hansen | 15:6, 17:15        |